# M.C the MAX BEST Curtain Call
《M.C the MAX BEST Curtain Call》은 엠씨 더 맥스의 베스트 콜렉션 음반이다. 
엠씨 더 맥스가 기획사를 옮기면서 전 소속사인 파라마운트 엔터테인먼트가 그 전까지 발매한 음반의 곡들을 편곡하고 이전에 녹음하였으나 음반 수록에 실패한 〈여大여〉, DVD 파일까지 수록하였다. 편곡 과정에서 여자 보컬과 랩퍼가 들어가고, 세션 또한 상태가 좋지 못하여 비난을 샀다. 또한 엠씨 더 맥스의 허락 없이 파라마운트 엔터테인먼트가 독단적으로 발매하여 논란을 불러 일으켰다.

## 곡
CD1 (노래 수록)
1. 사랑하니까
2. Best Friend
3. 사랑하고 싶었어
4. 행복하지 말아요
5. 사랑의 時
6. 눈물겨운 고백
7. 해바라기도 가끔 목이 아프죠
8. One Love
9. 그대는 눈물겹다
10. 잠시만 안녕
11. 여大여
12. 마지막 내 숨소리
13. 아쉬워서

CD2 (DVD 수록)